# Zyginopsis nayavua
Zyginopsis nayavua är en insektsart som först beskrevs av Rauno E. Linnavuori 1960.  Zyginopsis nayavua ingår i släktet Zyginopsis och familjen dvärgstritar.
Artens utbredningsområde är Fiji. Utöver nominatformen finns också underarten Z. n. rewanoides.